# Aleksandra Szulc
Aleksandra Szulc (ur. 1 maja 1987 w Łodzi) – polska jeździec specjalizująca się w ujeżdżeniu, olimpijka z Paryża 2024.

## Udział w zawodach międzynarodowych
| Impreza                       | Rok  | Miejsce | Ujeżdżenie | Ujeżdżenie    | Ujeżdżenie |
| Impreza                       | Rok  | Miejsce | koń        | indywidualnie | drużynowo  |
| ----------------------------- | ---- | ------- | ---------- | ------------- | ---------- |
| Igrzyska olimpijskie          | 2024 | Paryż   | Breakdance | 58            | 14         |
| Światowe Igrzyska Jeździeckie | 2022 | Herning | Breakdance | 86            | 18         |

## Życie prywatne
Mieszka w Głownie. W Feliksowie prowadzi klub jeździecki. Zamężna z Bartłomiejem Kwiatkiem, który również reprezentuje Polskę w jeździectwie. Mają jednego syna.